# Alfred Breusing
Alfred Breusing (* 15. Juli 1853 in Aurich; † 5. Oktober 1914 in Berlin) war ein deutscher Marineoffizier, zuletzt Vizeadmiral der Kaiserlichen Marine.

## Leben
Als älterer Sohn von Georg Breusing trat Adolf Breusing 1869 in die Marine des Norddeutschen Bundes. Nach verschiedenen Tätigkeiten diente er auf der Hohenzollern, als deren Kommandant er im Dienstgrad Kapitänleutnant im Winter 1889–1890 bei reduzierter Besatzung diente. Im Herbst des Folgejahres führte er kurzzeitig das für die Herbstmanöver aus der Reserve aktivierte Linienschiff Wörth, das als Flottenflaggschiff für den Chef der Übungsflotte, Vizeadmiral Hans Koester, diente. Im Oktober 1895 konnte er schließlich das Kommando über das Panzerschiff Sachsen übernehmen, das er bis September 1897 führte. Die Sachsen fungierte in dieser Zeit als Flaggschiff des I. Geschwaders.
Im Oktober 1897 wurde Breusing ins Oberkommando der Marine versetzt. Im April 1899 wurde er Abteilungsvorstand im Admiralstab. Während der Herbstmanöver der folgenden Jahre war er regelmäßig als Chef des Stabes der Übungsflotte eingesetzt. 1901 wurde er als Chef des Stabes der Übungsflotte etatisiert. Am 27. Januar 1903 wurde er in dieser Tätigkeit zum Konteradmiral ernannt. Nach der Beendigung der Herbstmanöver 1903 wurde die Flotte reorganisiert, und Breusing wurde 2. Admiral des I. Geschwaders, 1904 2. Admiral des II. Geschwaders. 1905 wurde Breusing Chef des Ostasiengeschwaders.
Am 27. Januar 1907 erfolgte die Beförderung zum Vizeadmiral und im Oktober des gleichen Jahres die Versetzung als Oberwerftdirektor der Kaiserlichen Werft Wilhelmshaven. Bereits im April 1908 wechselte er in das Reichsmarineamt in Berlin und wurde dort Direktor des Werftdepartements. Am 4. Januar 1910 wurde er als charakterisierter Admiral zur Disposition gestellt. Admiral Breusing hatte mit seiner Frau Martha Fenna Catharine, geb. Brons vier Töchter (darunter die bekannte Malerin Fenna Minna Irma „Ima“ Breusing) und Sohn Hero Breusing, der später Generalmajor der Wehrmacht werden sollte.